# Rosa adenophylla
Rosa adenophylla — вид рослин з родини розових (Rosaceae); ендемік північного Кавказу.

## Опис
Листочки на краях складно-зубчасті, із залозками на верхівках зубчиків, на нижній поверхні з численними залозистими й простими волосками. Колючки у верхніх частинах генеративних пагонів зазвичай дрібні, 4–5 мм завдовжки, серпоподібно чи гачково зігнуті. Плоди глекоподібні, на коротких залозисто-щетинистих квітконіжках.

## Поширення
Ендемік північного Кавказу — Кабардино-Балкарії.
Зростає на трав'янистих і кам'янистих схилах у середньому гірському поясі. Вид відомий лише по типовому екземпляру.